# نیکول کوک
نیکول کوک (انگلیسی: Nicole Cooke؛ زادهٔ ۱۳ آوریل ۱۹۸۳) دوچرخه‌سوار سابق اهل بریتانیا است.
وی در مسابقات کشوری و بین‌المللی در مجموع برندهٔ ۳ مدال طلا، ۱ مدال نقره، ۳ مدال برنز شده‌است.